# Мольтке (лунный кратер)
Кратер Мольтке (лат. Moltke) — небольшой ударный кратер в юго-западной части Моря Спокойствия на видимой стороне Луны. Название присвоено в честь немецкого военного теоретика и спонсора Хельмута Карла Бернхарда фон Мольтке (1800—1891) и утверждено Международным астрономическим союзом в 1935 г. 

## Описание кратера

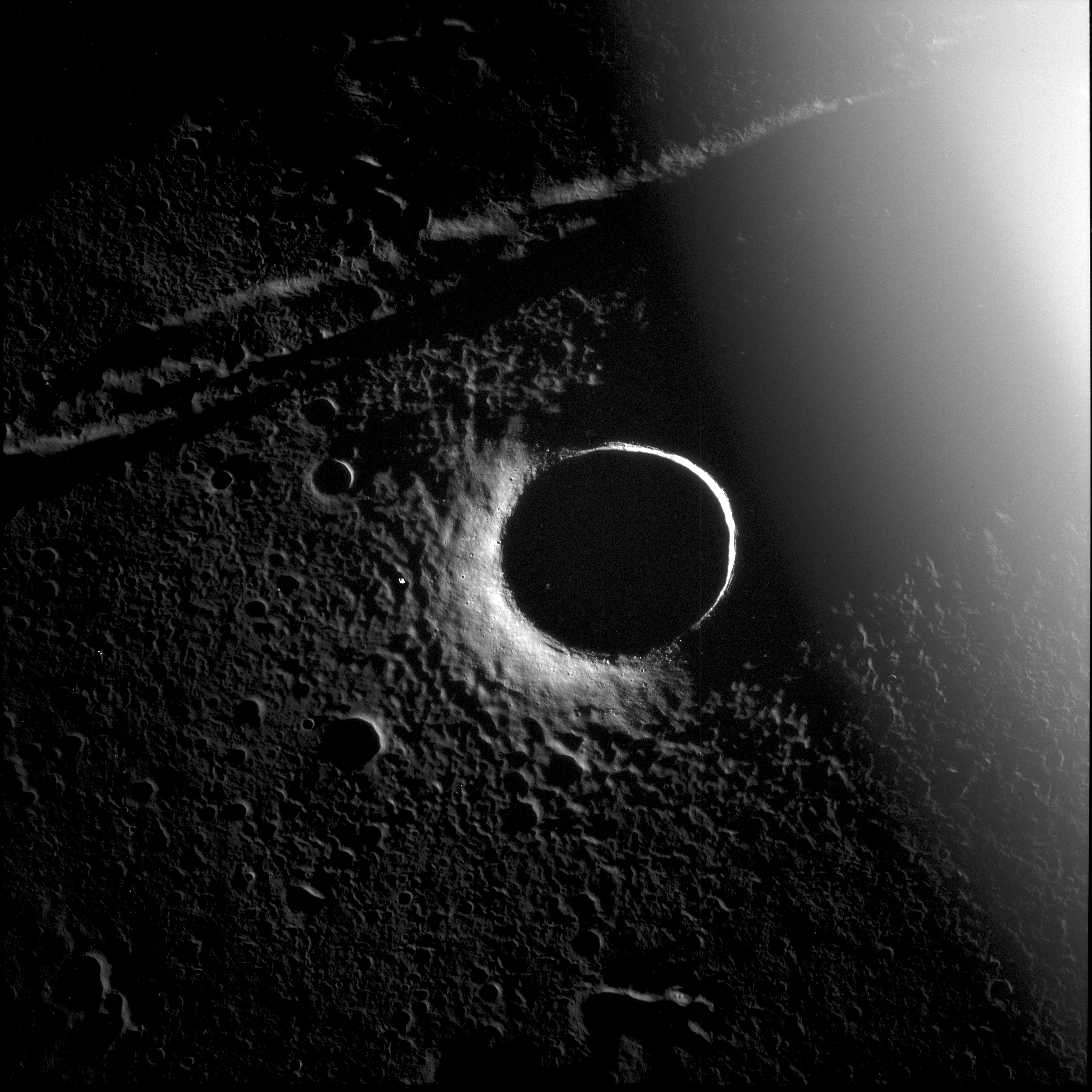
Кратер Мольтке и борозды Ипатии на восходе Солнца. Снимок с борта Аполлон-11.

Ближайшими соседями кратера являются кратер Олдрин на северо-западе; кратер Коллинз на севере; кратер Армстронг на севере-северо-востоке; кратер Торричелли на юго-востоке и кратер Ипатия на юге-юго-западе. На юго-западе от кратера Мольтке находится Залив Суровости; на юге в непосредственной близости от кратера проходят борозды Ипатии. Селенографические координаты центра кратера 0°35′ ю. ш. 24°10′ в. д. / 0,59° ю. ш. 24,16° в. д., диаметр 6,2 км, глубина 1300 м.
Кратер Мольтке имеет циркулярную чашеобразную форму и окружен выбросом пород с высоким альбедо. Вал с четко очерченной острой кромкой. Высота вала над окружающей местностью достигает 220 м, объем кратера составляет приблизительно 9 км³. По морфологическим признакам кратер относится к типу ALC (по названию типичного представителя этого класса — кратера Аль-Баттани C).
- Кратер Мольтке относится к числу кратеров, в которых зарегистрированы температурные аномалии во время затмений. Объясняется это тем, что подобные кратеры имеют небольшой возраст и скалы не успели покрыться реголитом, оказывающим термоизолирующее действие.

## Сателлитные кратеры

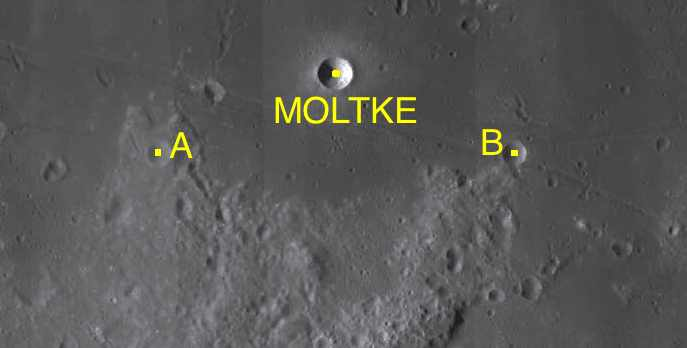
Фрагмент карты LAC-78.

| Мольтке | Координаты                                          | Диаметр, км |
| ------- | --------------------------------------------------- | ----------- |
| A       | 1°03′ ю. ш. 23°10′ в. д. / 1,05° ю. ш. 23,17° в. д. | 4,5         |
| B       | 1°03′ ю. ш. 25°11′ в. д. / 1,05° ю. ш. 25,19° в. д. | 4,3         |

## Места посадок космических аппаратов
- 20 июля 1969 года приблизительно в 50 км к северо-востоку от кратера Мольтке, в точке с селенографическими координатами 0°40′27″ с. ш. 23°28′23″ в. д. / 0,67408° с. ш. 23,47297° в. д.G, совершил посадку лунный модуль "Eagle" экспедиции Аполлон-11.

## Отражение в художественной литературе
Американский писатель-фантаст Энди Вейер в своём романе «Артемида» размещает первый лунный город Артемида в районе кратера Мольтке А, а автоматические горнодобывающие комбайны работают в районе кратера Мольтке.

## См.также
- Список кратеров на Луне
- Лунный кратер
- Морфологический каталог кратеров Луны
- Планетная номенклатура
- Селенография
- Минералогия Луны
- Геология Луны
- Поздняя тяжёлая бомбардировка